# Amatori Novara 1959
Questa voce raccoglie le informazioni riguardanti l'Amatori Novara nelle competizioni ufficiali della stagione 1959.

## Maglie e sponsor
| 1ª divisa |

## Rosa
| N° | Naz.              | Ruolo | Sportivo          |  |  |  |
| -- | ----------------- | ----- | ----------------- |  |  |  |
| ?  | Italia (bandiera) | E     | Mario Bedogni     |  |  |  |
| ?  | Italia (bandiera) | E     | Pierluigi Colombo |  |  |  |
| ?  | Italia (bandiera) | E     | Franco Mora       |  |  |  |
| ?  | Italia (bandiera) | E     | Franco Rastelli   |  |  |  |
| ?  | Italia (bandiera) | P     | Mario Romussi     |  |  |  |
| ?  | Italia (bandiera) | E     | Fulvio Vighenzi   |  |  |  |